# WTA 125 2021
WTA 125 2021 – sezon profesjonalnych kobiecych turniejów tenisowych niższej kategorii organizowanych przez Women’s Tennis Association w 2021 roku. Obejmował 15 turniejów z pulą nagród wynoszącą 125 000 dolarów amerykańskich. Zawody rozgrywane w ramach WTA 125 nie były zaliczane do głównego cyklu rozgrywek WTA Tour.

## Kalendarz turniejów
| Data         | Turniej                                                                | Zwyciężczynie                        | Wynik             | Finalistki                              | Półfinalistki                                  | Ćwierćfinalistki                                                               |
| ------------ | ---------------------------------------------------------------------- | ------------------------------------ | ----------------- | --------------------------------------- | ---------------------------------------------- | ------------------------------------------------------------------------------ |
| 3 maja       | L’Open 35 de Saint-Malo Saint-Malo 125 000 $ – Ceglana – 32S/11Q/13D   | Viktorija Golubic                    | 6:1, 6:3          | Jasmine Paolini                         | Harmony Tan Warwara Graczowa                   | Aliona Bolsova Alaksandra Sasnowicz Anna Karolína Schmiedlová Rebecca Peterson |
| 3 maja       | L’Open 35 de Saint-Malo Saint-Malo 125 000 $ – Ceglana – 32S/11Q/13D   | Kaitlyn Christian Sabrina Santamaria | 7:6(4), 4:6, 10–5 | Hayley Carter Luisa Stefani             | Harmony Tan Warwara Graczowa                   | Aliona Bolsova Alaksandra Sasnowicz Anna Karolína Schmiedlová Rebecca Peterson |
| 7 czerwca    | Croatia Bol Open Bol 125 000 $ – Ceglana – 32S/8Q/16D                  | Jasmine Paolini                      | 6:2, 7:6(4)       | Arantxa Rus                             | Anna Blinkowa Irina Bara                       | Barbara Haas Kristína Kučová Martina Trevisan Claire Liu                       |
| 7 czerwca    | Croatia Bol Open Bol 125 000 $ – Ceglana – 32S/8Q/16D                  | Aliona Bolsova Katarzyna Kawa        | 6:1, 4:6, 10–6    | Ekaterine Gorgodze Tereza Mihalíková    | Anna Blinkowa Irina Bara                       | Barbara Haas Kristína Kučová Martina Trevisan Claire Liu                       |
| 5 lipca      | Swedish Open Båstad 125 000 $ – Ceglana – 32S/16D                      | Nuria Párrizas Díaz                  | 6:2, 6:2          | Wolha Hawarcowa                         | Rebecca Peterson Mihaela Buzărnescu            | Aliona Bolsova Majar Szarif Claire Liu Anna Bondár                             |
| 5 lipca      | Swedish Open Båstad 125 000 $ – Ceglana – 32S/16D                      | Mirjam Björklund Leonie Küng         | 5:7, 6:3, 10–5    | Tereza Mihalíková Kamilla Rachimowa     | Rebecca Peterson Mihaela Buzărnescu            | Aliona Bolsova Majar Szarif Claire Liu Anna Bondár                             |
| 26 lipca     | LTP Women’s Open Charleston 125 000 $ – Ceglana – 32S/10D              | Varvara Lepchenko                    | 7:6(4), 4:6, 6:4  | Jamie Loeb                              | Kateryna Bondarenko Lauren Davis               | Liang En-shuo Emma Navarro Hanna Chang Maria Mateas                            |
| 26 lipca     | LTP Women’s Open Charleston 125 000 $ – Ceglana – 32S/10D              | Liang En-shuo Rebecca Marino         | 5:7, 7:5, 10–7    | Erin Routliffe Aldila Sutjiadi          | Kateryna Bondarenko Lauren Davis               | Liang En-shuo Emma Navarro Hanna Chang Maria Mateas                            |
| 26 lipca     | Belgrade Ladies Open Belgrad 125 000 $ – Ceglana – 32S/8Q/11D          | Anna Karolína Schmiedlová            | 6:3, 6:3          | Arantxa Rus                             | Rebecca Šramková Andrea Petković               | Anna Blinkowa Kristýna Plíšková Tara Würth Martina Trevisan                    |
| 26 lipca     | Belgrade Ladies Open Belgrad 125 000 $ – Ceglana – 32S/8Q/11D          | Wolha Hawarcowa Lidzija Marozawa     | 6:2, 6:2          | Alona Fomina-Klotz Jekatierina Jaszyna  | Rebecca Šramková Andrea Petković               | Anna Blinkowa Kristýna Plíšková Tara Würth Martina Trevisan                    |
| 2 sierpnia   | Thoreau Tennis Open Concord 125 000 $ – Twarda – 32S/16Q/16D           | Magdalena Fręch                      | 6:3, 7:6(4)       | Renata Zarazúa                          | Wiera Zwonariowa Madison Brengle               | Katrina Scott Mariam Bolkwadze Cristina Bucșa Hsieh Su-wei                     |
| 2 sierpnia   | Thoreau Tennis Open Concord 125 000 $ – Twarda – 32S/16Q/16D           | Peangtarn Plipuech Jessy Rompies     | 3:6, 7:6(5), 10–8 | Usue Maitane Arconada Cristina Bucșa    | Wiera Zwonariowa Madison Brengle               | Katrina Scott Mariam Bolkwadze Cristina Bucșa Hsieh Su-wei                     |
| 16 sierpnia  | Chicago Challenger Chicago 125 000 $ – Twarda – 32S/8Q/16D             | Clara Tauson                         | 6:1, 2:6, 6:4     | Emma Raducanu                           | Claire Liu Ann Li                              | Jule Niemeier Witalija Djaczenko Zarina Dijas Storm Sanders                    |
| 16 sierpnia  | Chicago Challenger Chicago 125 000 $ – Twarda – 32S/8Q/16D             | Eri Hozumi Peangtarn Plipuech        | 7:5, 6:2          | Mona Barthel Hsieh Yu-chieh             | Claire Liu Ann Li                              | Jule Niemeier Witalija Djaczenko Zarina Dijas Storm Sanders                    |
| 6 września   | Karlsruhe Open Karlsruhe 125 000 $ – Ceglana – 32S/8Q/8D               | Majar Szarif                         | 6:3, 6:2          | Martina Trevisan                        | Jaqueline Cristian Maryna Zanewśka             | Nastasja Schunk Rebecca Šramková Dalma Gálfi Anna Bondár                       |
| 6 września   | Karlsruhe Open Karlsruhe 125 000 $ – Ceglana – 32S/8Q/8D               | Irina Bara Ekaterine Gorgodze        | 6:3, 2:6, 10–7    | Katarzyna Piter Majar Szarif            | Jaqueline Cristian Maryna Zanewśka             | Nastasja Schunk Rebecca Šramková Dalma Gálfi Anna Bondár                       |
| 20 września  | Columbus Challenger Columbus 125 000 $ – Twarda (hala) – 32S/16Q/16D   | Nuria Párrizas Díaz                  | 7:6(2), 6:3       | Wang Xinyu                              | Coco Vandeweghe Zheng Saisai                   | Ann Li Madison Brengle Lauren Davis Beatriz Haddad Maia                        |
| 20 września  | Columbus Challenger Columbus 125 000 $ – Twarda (hala) – 32S/16Q/16D   | Wang Xinyu Zheng Saisai              | 6:1, 6:1          | Dalila Jakupović Nuria Párrizas Díaz    | Coco Vandeweghe Zheng Saisai                   | Ann Li Madison Brengle Lauren Davis Beatriz Haddad Maia                        |
| 1 listopada  | Dow Tennis Classic Midland 125 000 $ – Twarda (hala) – 32S/16Q/16D     | Madison Brengle                      | 6:2, 6:4          | Robin Anderson                          | Danielle Lao Caty McNally                      | Lizette Cabrera Francesca Di Lorenzo Katrina Scott Misaki Doi                  |
| 1 listopada  | Dow Tennis Classic Midland 125 000 $ – Twarda (hala) – 32S/16Q/16D     | Harriet Dart Asia Muhammad           | 6:3, 2:6, 10–7    | Peangtarn Plipuech Aldila Sutjiadi      | Danielle Lao Caty McNally                      | Lizette Cabrera Francesca Di Lorenzo Katrina Scott Misaki Doi                  |
| 1 listopada  | Argentina Open Buenos Aires 125 000 $ – Ceglana – 32S/16Q/16D          | Anna Bondár                          | 6:3, 6:3          | Diane Parry                             | Majar Szarif Panna Udvardy                     | Ekaterine Gorgodze Despina Papamichail Irina Bara Beatriz Haddad Maia          |
| 1 listopada  | Argentina Open Buenos Aires 125 000 $ – Ceglana – 32S/16Q/16D          | Irina Bara Ekaterine Gorgodze        | 5:7, 7:5, 10–4    | María Lourdes Carlé Despina Papamichail | Majar Szarif Panna Udvardy                     | Ekaterine Gorgodze Despina Papamichail Irina Bara Beatriz Haddad Maia          |
| 15 listopada | Uruguay Open Montevideo 125 000 $ – Ceglana – 32S/16Q/16D              | Diane Parry                          | 6:3, 6:2          | Panna Udvardy                           | Victoria Jiménez Kasintseva Ekaterine Gorgodze | Emiliana Arango Laura Pigossi You Xiaodi Ane Mintegi del Olmo                  |
| 15 listopada | Uruguay Open Montevideo 125 000 $ – Ceglana – 32S/16Q/16D              | Irina Bara Ekaterine Gorgodze        | 6:4, 6:3          | Carolina Alves Marina Bassols Ribera    | Victoria Jiménez Kasintseva Ekaterine Gorgodze | Emiliana Arango Laura Pigossi You Xiaodi Ane Mintegi del Olmo                  |
| 6 grudnia    | Open Angers Arena Loire Angers 125 000 $ – Twarda (hala) – 32S/16Q/16D | Witalija Djaczenko                   | 6:0, 6:4          | Zhang Shuai                             | Natalja Wichlancewa Yuan Yue                   | Mallaurie Noël Clara Burel Jana Fett Kristina Mladenovic                       |
| 6 grudnia    | Open Angers Arena Loire Angers 125 000 $ – Twarda (hala) – 32S/16Q/16D | Tereza Mihalíková Greet Minnen       | 4:6, 6:1, 10–8    | Monica Niculescu Wiera Zwonariowa       | Natalja Wichlancewa Yuan Yue                   | Mallaurie Noël Clara Burel Jana Fett Kristina Mladenovic                       |
| 13 grudnia   | Open de Limoges Limoges 125 000 $ – Twarda (hala) – 32S/16Q/16D        | Alison Van Uytvanck                  | 6:2, 7:5          | Ana Bogdan                              | Warwara Graczowa Wiera Zwonariowa              | Jessika Ponchet Greet Minnen Caroline Garcia Kristina Mladenovic               |
| 13 grudnia   | Open de Limoges Limoges 125 000 $ – Twarda (hala) – 32S/16Q/16D        | Monica Niculescu Wiera Zwonariowa    | 6:4, 6:4          | Estelle Cascino Jessika Ponchet         | Warwara Graczowa Wiera Zwonariowa              | Jessika Ponchet Greet Minnen Caroline Garcia Kristina Mladenovic               |
| 20 grudnia   | Korea Open Seul 125 000 $ – Twarda (hala) – 28S/8D                     | Zhu Lin                              | 6:0, 6:4          | Kristina Mladenovic                     | Jekatierina Kazionowa Anastasia Kulikova       | Yūki Naitō Linda Fruhvirtová Arianne Hartono Izabełła Szinikowa                |
| 20 grudnia   | Korea Open Seul 125 000 $ – Twarda (hala) – 28S/8D                     | Choi Ji-hee Han Na-lae               | 6:4, 6:4          | Walendini Gramatikopulu Réka Luca Jani  | Jekatierina Kazionowa Anastasia Kulikova       | Yūki Naitō Linda Fruhvirtová Arianne Hartono Izabełła Szinikowa                |

## Wygrane turnieje

### Klasyfikacja tenisistek
| Wygrane | Zawodniczka               | S  | D   | S | D |
| ------- | ------------------------- | -- | --- | - | - |
| 3       | Irina Bara                |    | ●●● | 0 | 3 |
| 3       | Ekaterine Gorgodze        |    | ●●● | 0 | 3 |
| 2       | Nuria Párrizas Díaz       | ●● |     | 2 | 0 |
| 2       | Peangtarn Plipuech        |    | ●●  | 0 | 2 |
| 1       | Anna Bondár               | ●  |     | 1 | 0 |
| 1       | Madison Brengle           | ●  |     | 1 | 0 |
| 1       | Witalija Djaczenko        | ●  |     | 1 | 0 |
| 1       | Magdalena Fręch           | ●  |     | 1 | 0 |
| 1       | Viktorija Golubic         | ●  |     | 1 | 0 |
| 1       | Varvara Lepchenko         | ●  |     | 1 | 0 |
| 1       | Jasmine Paolini           | ●  |     | 1 | 0 |
| 1       | Diane Parry               | ●  |     | 1 | 0 |
| 1       | Anna Karolína Schmiedlová | ●  |     | 1 | 0 |
| 1       | Majar Szarif              | ●  |     | 1 | 0 |
| 1       | Clara Tauson              | ●  |     | 1 | 0 |
| 1       | Alison Van Uytvanck       | ●  |     | 1 | 0 |
| 1       | Zhu Lin                   | ●  |     | 1 | 0 |
| 1       | Mirjam Björklund          |    | ●   | 0 | 1 |
| 1       | Aliona Bolsova            |    | ●   | 0 | 1 |
| 1       | Choi Ji-hee               |    | ●   | 0 | 1 |
| 1       | Kaitlyn Christian         |    | ●   | 0 | 1 |
| 1       | Harriet Dart              |    | ●   | 0 | 1 |
| 1       | Han Na-lae                |    | ●   | 0 | 1 |
| 1       | Wolha Hawarcowa           |    | ●   | 0 | 1 |
| 1       | Eri Hozumi                |    | ●   | 0 | 1 |
| 1       | Katarzyna Kawa            |    | ●   | 0 | 1 |
| 1       | Leonie Küng               |    | ●   | 0 | 1 |
| 1       | Liang En-shuo             |    | ●   | 0 | 1 |
| 1       | Rebecca Marino            |    | ●   | 0 | 1 |
| 1       | Lidzija Marozawa          |    | ●   | 0 | 1 |
| 1       | Tereza Mihalíková         |    | ●   | 0 | 1 |
| 1       | Greet Minnen              |    | ●   | 0 | 1 |
| 1       | Asia Muhammad             |    | ●   | 0 | 1 |
| 1       | Monica Niculescu          |    | ●   | 0 | 1 |
| 1       | Jessy Rompies             |    | ●   | 0 | 1 |
| 1       | Sabrina Santamaria        |    | ●   | 0 | 1 |
| 1       | Wang Xinyu                |    | ●   | 0 | 1 |
| 1       | Zheng Saisai              |    | ●   | 0 | 1 |
| 1       | Wiera Zwonariowa          |    | ●   | 0 | 1 |

### Klasyfikacja państw
| Wygrane | Kraj              | S | D |
| ------- | ----------------- | - | - |
| 5       | Stany Zjednoczone | 2 | 3 |
| 4       | Rumunia           | 0 | 4 |
| 3       | Hiszpania         | 2 | 1 |
| 3       | Chiny             | 1 | 2 |
| 3       | Gruzja            | 0 | 3 |
| 2       | Belgia            | 1 | 1 |
| 2       | Polska            | 1 | 1 |
| 2       | Rosja             | 1 | 1 |
| 2       | Słowacja          | 1 | 1 |
| 2       | Szwajcaria        | 1 | 1 |
| 2       | Białoruś          | 0 | 2 |
| 2       | Korea Południowa  | 0 | 2 |
| 2       | Tajlandia         | 0 | 2 |
| 1       | Dania             | 1 | 0 |
| 1       | Egipt             | 1 | 0 |
| 1       | Francja           | 1 | 0 |
| 1       | Węgry             | 1 | 0 |
| 1       | Włochy            | 1 | 0 |
| 1       | Chińskie Tajpej   | 0 | 1 |
| 1       | Indonezja         | 0 | 1 |
| 1       | Japonia           | 0 | 1 |
| 1       | Kanada            | 0 | 1 |
| 1       | Szwecja           | 0 | 1 |
| 1       | Wielka Brytania   | 0 | 1 |